# Santa Maria de Jau
Santa Maria de Jau, fundada com a Santa Maria de Clariana, és un antic monestir cistercenc del terme de Mosset, a la comarca nord-catalana del Conflent.
Les seves ruïnes són a l'extrem nord-occidental del terme de Mosset, a prop i a llevant del Coll de Jau, al sud de la Pinosa i a l'oest del Clot del Pasquer, en el punt quilomètric 17,1 de la carretera D - 14.

## Història

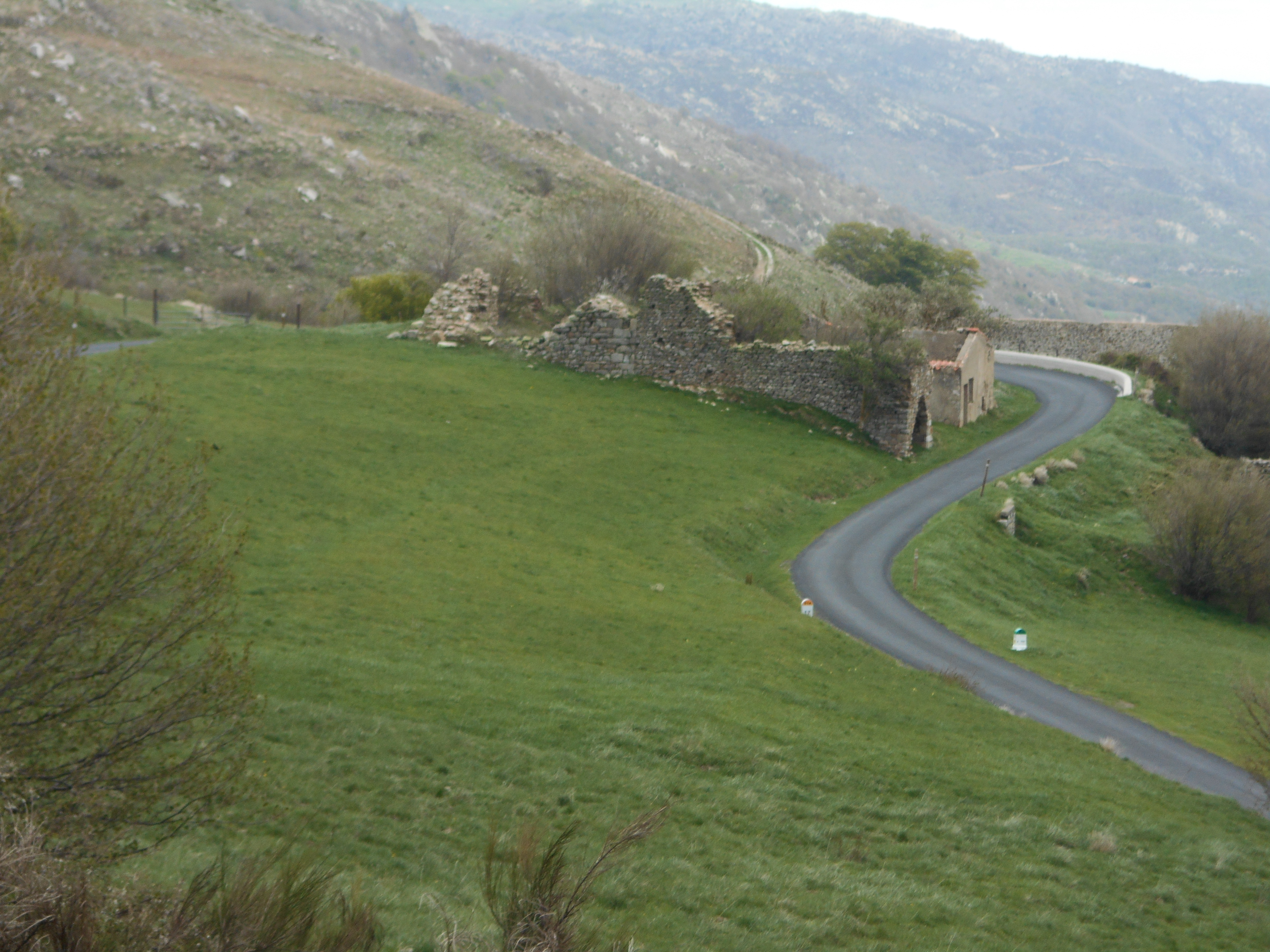
Les ruïnes, des del nord

Va ser fundat l'any 1162 sobre un possible monestir benedictí pels monjos cistercencs procedents d'una filial del monestir de Pontigny, a la Borgonya, la de Santa Maria d'Ardorell, a la diòcesi d'Albi. A partir del segle xiii va ser coneguda amb el nom de Jau, en lloc de l'original de Clariana.

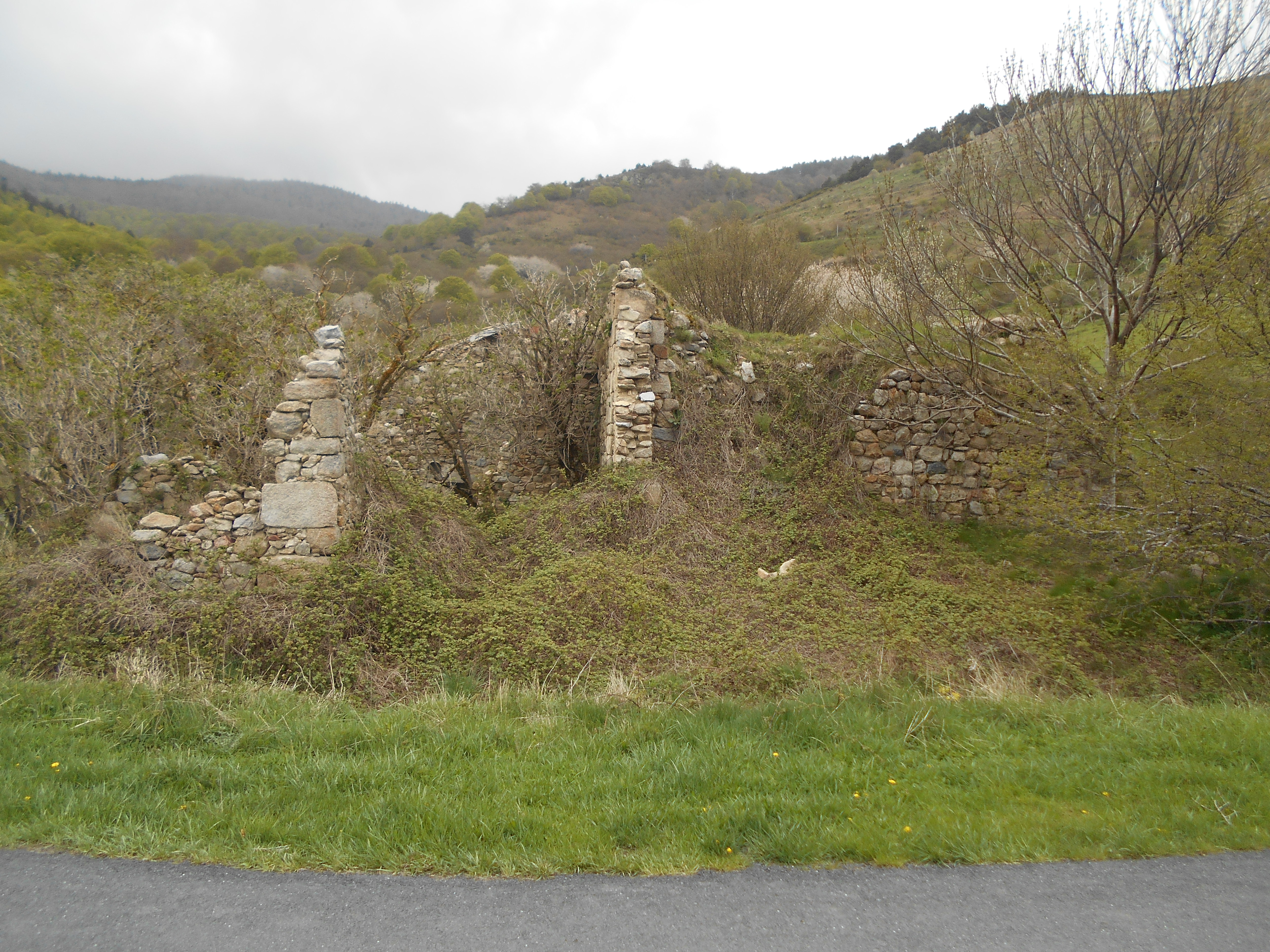
Restes de l'església, possiblement

Era l'abadia de l'Orde del Cister més antiga de la Catalunya del Nord, i tingué un període de creixença i d'estabilitat fins a mitjan segle xiv. A partir d'aquell moment, una sèrie de dissensions internes així com l'allunyament de l'abat, absent de l'abadia des del segle xv, que provocaren la decadència del monestir. En l'etapa final, de tres segles de durada, només hi hagué dos abats comendataris; finalment, la vida comunitària desaparegué. El 1713 el monestir consta en ruïnes, però el títol d'abat perdurà fins a la Revolució Francesa, tot i que amb més caràcter honorífic que real.

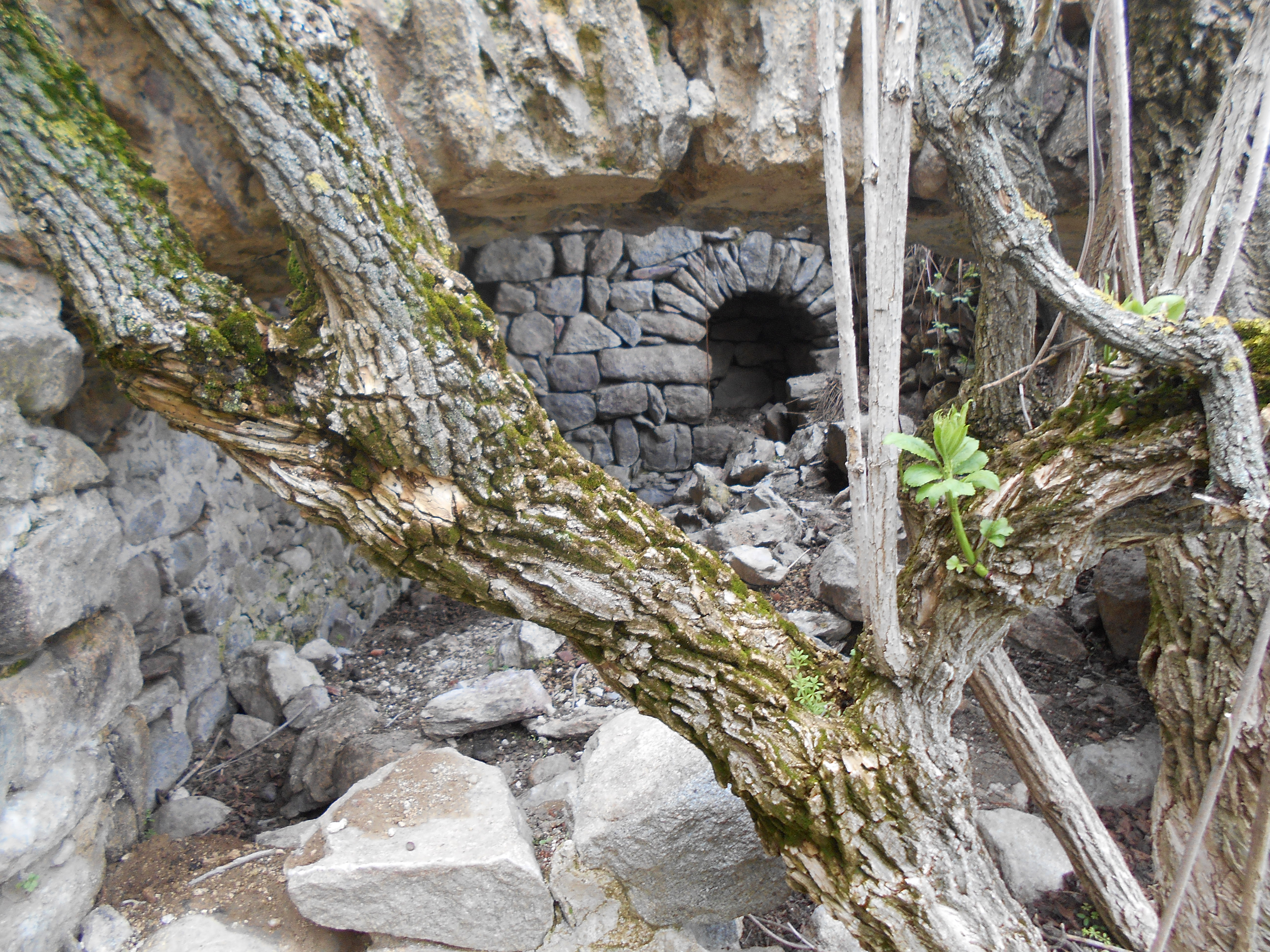
Més restes de l'abadia

El monestir de Santa Maria de Clariana, o de Jau, era ric i poderós. Tenia alous i propietats a diversos llocs del Conflent i del Rosselló: Mosset, Molig, Campome, Rià, Codalet, Glorianes, Talteüll, Perellós, Calce, Canet de Rosselló, Illa i alguns més.
Així mateix, aquest monestir fundà tot un seguit de granges a la Catalunya del Nord: Cavanac, a Calce (avui dia terme comunal de Cases de Pena), Sant Martí de la Riba, a Millars, una altra al terme d'Illa, entre d'altres. La de Cavanac, del terme de Cases de Pena, és actualment seu d'una empresa vitivinícola anomenada Château de Jau, i conserva actiu el nom de Jau.

### Abaciologi
- Ramon Pere, ?
- Elies, 1231
- Bernat, 1236
- Pere, 1271
- Domènec, 1298 - 1300
- Pere, 1307 - 1313
- Bernat Carrera, 1321
- Andreu Conco, 1338 - 1352
- Bertran, 1359 - 1373
- Joan, 1374 - 1383
- Ramon, 1383 - 1394
- Ramon Prunet, 1398 - 1399
- Antoni Domènec, 1400 - 1405
- Joan, 1408 - 1430
- Antoni Baró, 1441 - 1442
- Felip Castell, 1443
- Pere Donadéu, 1443 - 1451, també abat de Santa Maria de Vallbona (Argelers)
- Marc Coma, 1452 - 1478
- Joan Planoles, 1478 - 1481
- Antoni Vaquer, 1483
- Joan Bover, 1486 - 1512
- Pere Rullan, 1519
  - Abats comendataris
- Alexandre de Rocabertí, 1519 - 1529
- Baldiri Avinyó, 1529 - 1535
- Sebastià Bret, 1549 - 1579
- Alfons d'Oms i de Cruïlles, 1584 - 1596, també abat de Santa Maria de Vallbona (Argelers) i prior de Sant Esteve del Monestir
- Joan Graell, 1610
- Joan Masó, 1630 - 1642
- Josep Ninot, 1649 - 1665
- Josep Xaupí, 1706 - 1778, també canonge d'Elna, ardiaca del Vallespir, historiador i teòleg a París
- Armand-Ferdinand de Laporte, 1781 - 1802, més tard bisbe de Carcassona i administrador del Bisbat de Perpinyà.

## L'edifici

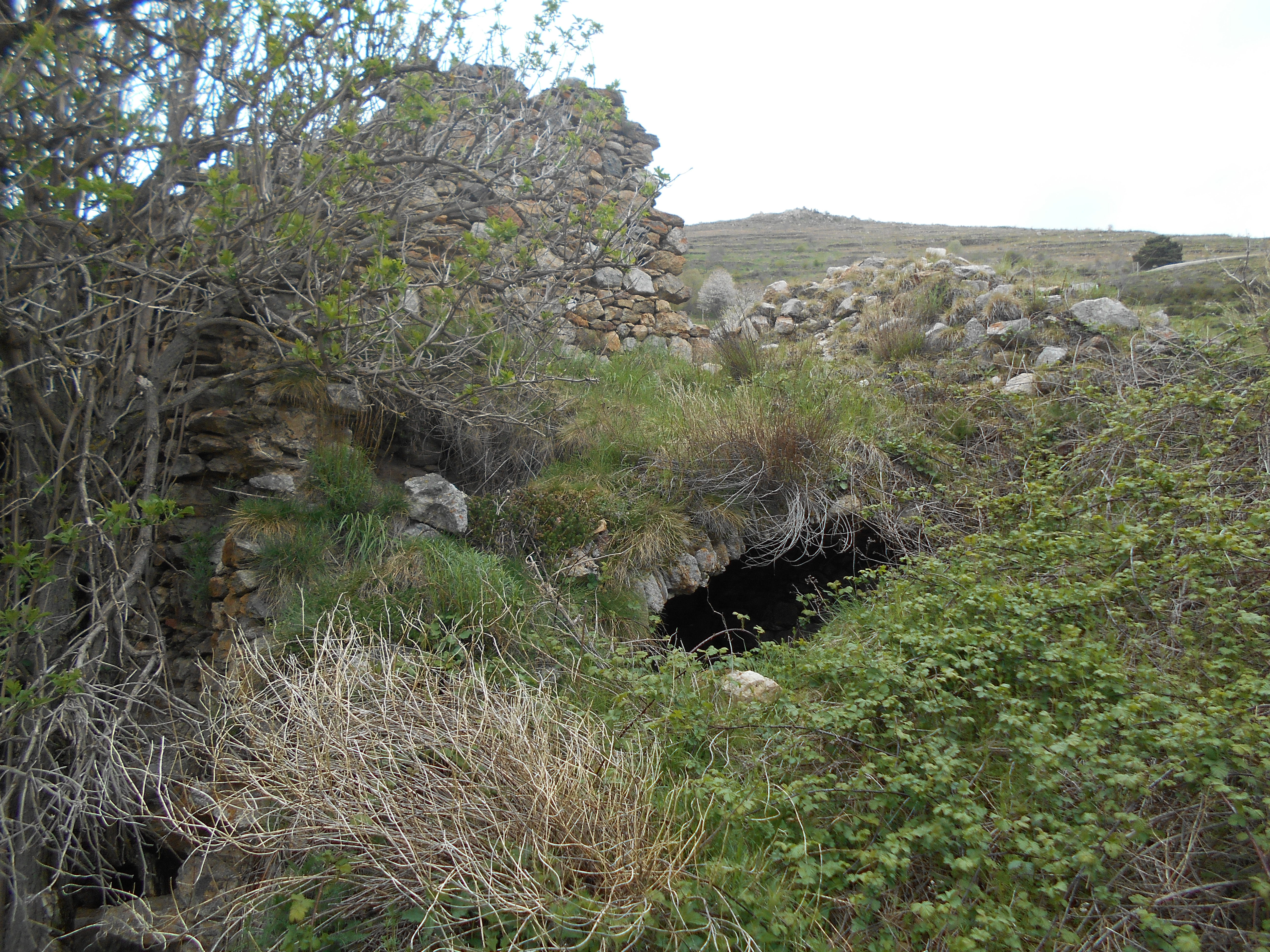
Restes d'un edifici de dues plantes

Del conjunt de ruïnes dels edificis abacials, dins de les quals es van aixecar una borda o mas petit i un casalot per a refugi de pastors, en destaquen les de l'església, del segle xii. Està situada en el punt més elevat de les ruïnes, a l'interior d'un revolt molt tancat. Tot i l'amuntegament de ruïnes que cobreix el lloc, es distingeix una nau grossa, orientada d'est a oest, de 23,6 m de llargària i 10,6 d'amplària (mides exteriors). Els murs són extraordinàriament gruixuts: entre 2 m i 2,1, segons el tram. La volta de la nau devia ser de pedra, atès el gran munt d'enderrocs existent.
A més de l'església, s'hi poden reconèixer diverses dependències. L'àmbit del monestir és molt gran, i s'estén més enllà dels diversos revolts que fa la carretera en aquest lloc. Tot i que entre munts d'enderrocs, s'endevina al sud de l'església l'àmbit del claustre, quadrat, amb les dependències habituals repartides en el seu entorn.